# Böhmergasse (Freistadt)

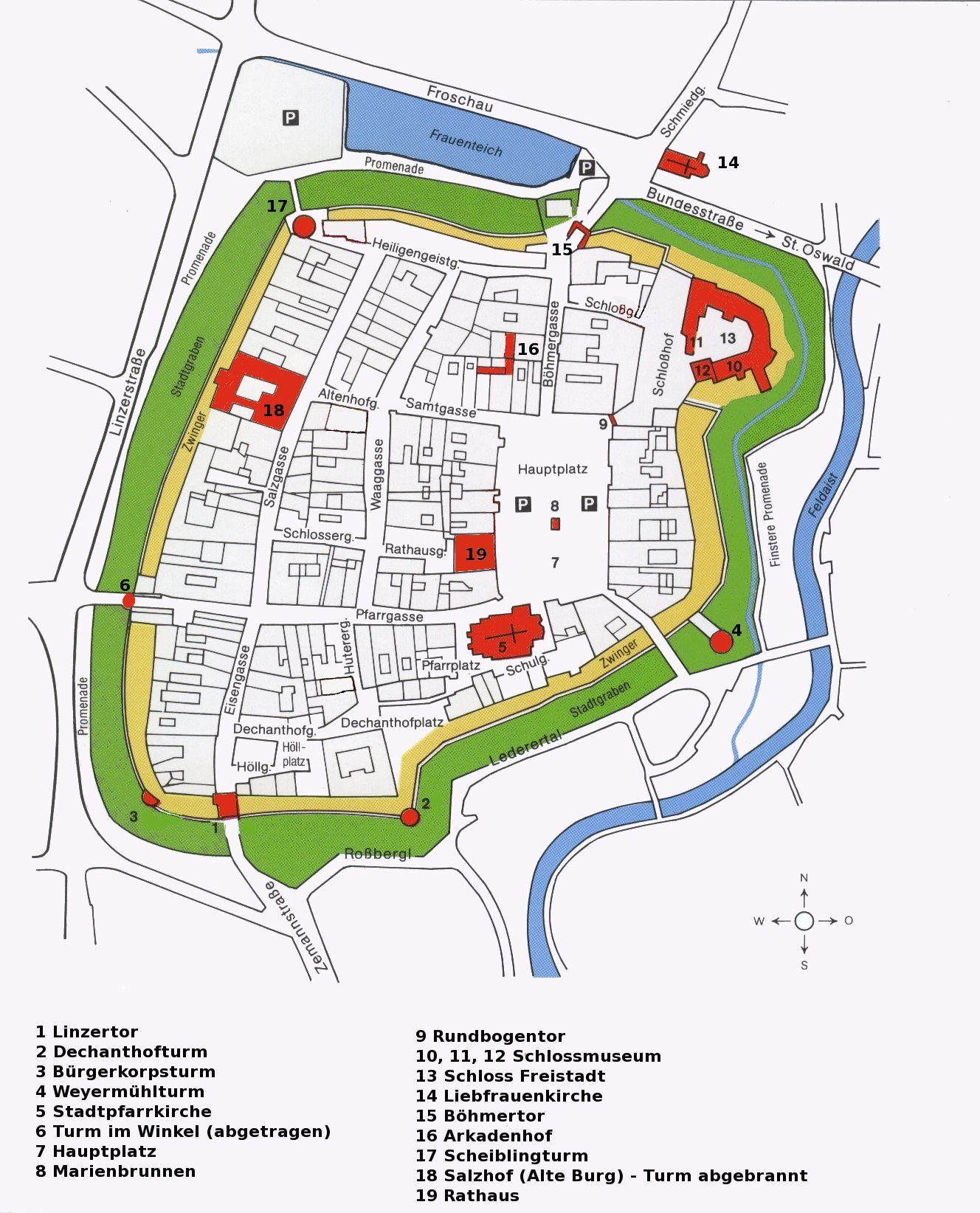
Die Altstadt mit dem Verlauf der Böhmergasse

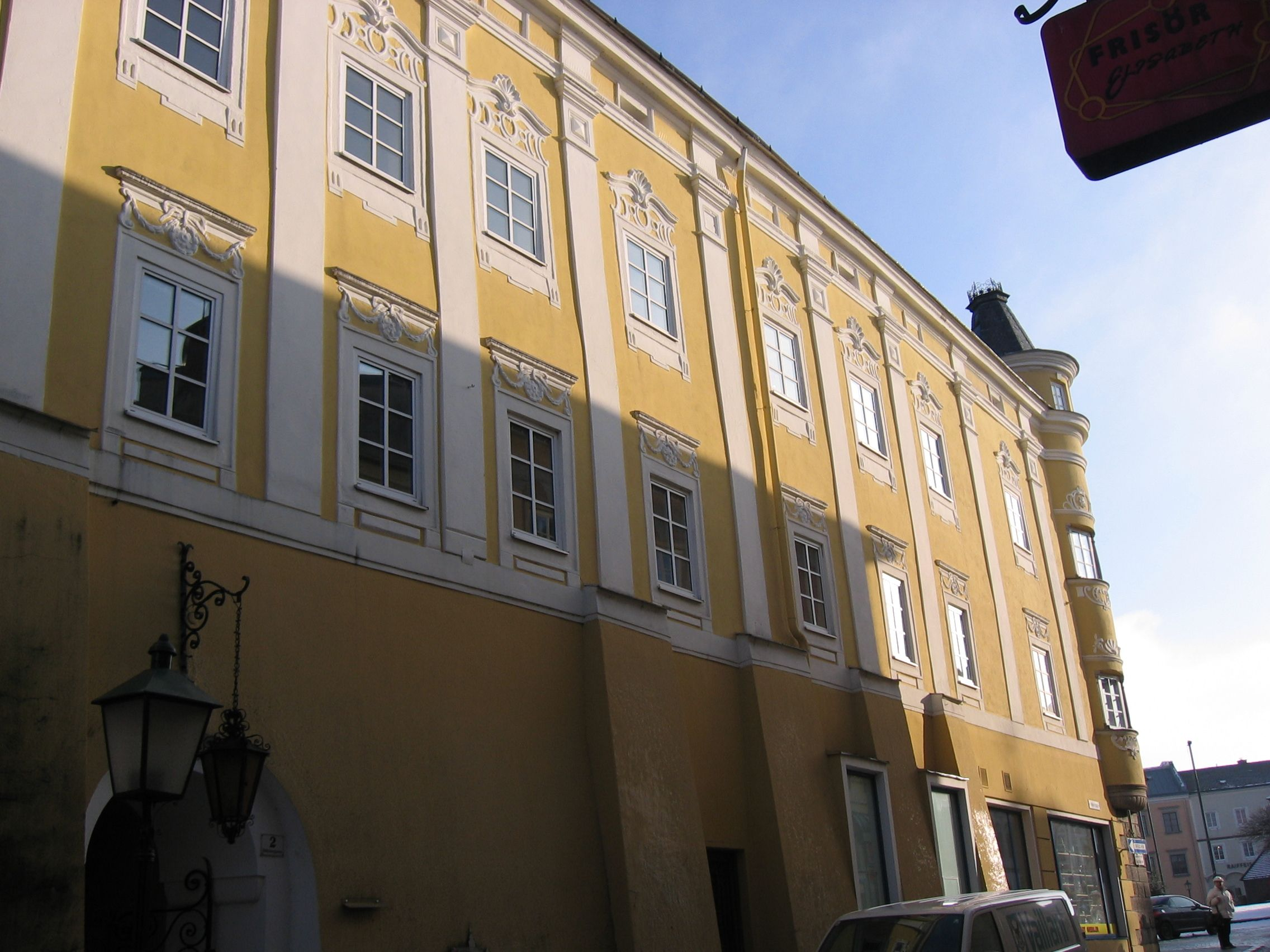
Böhmergasse Nr. 2

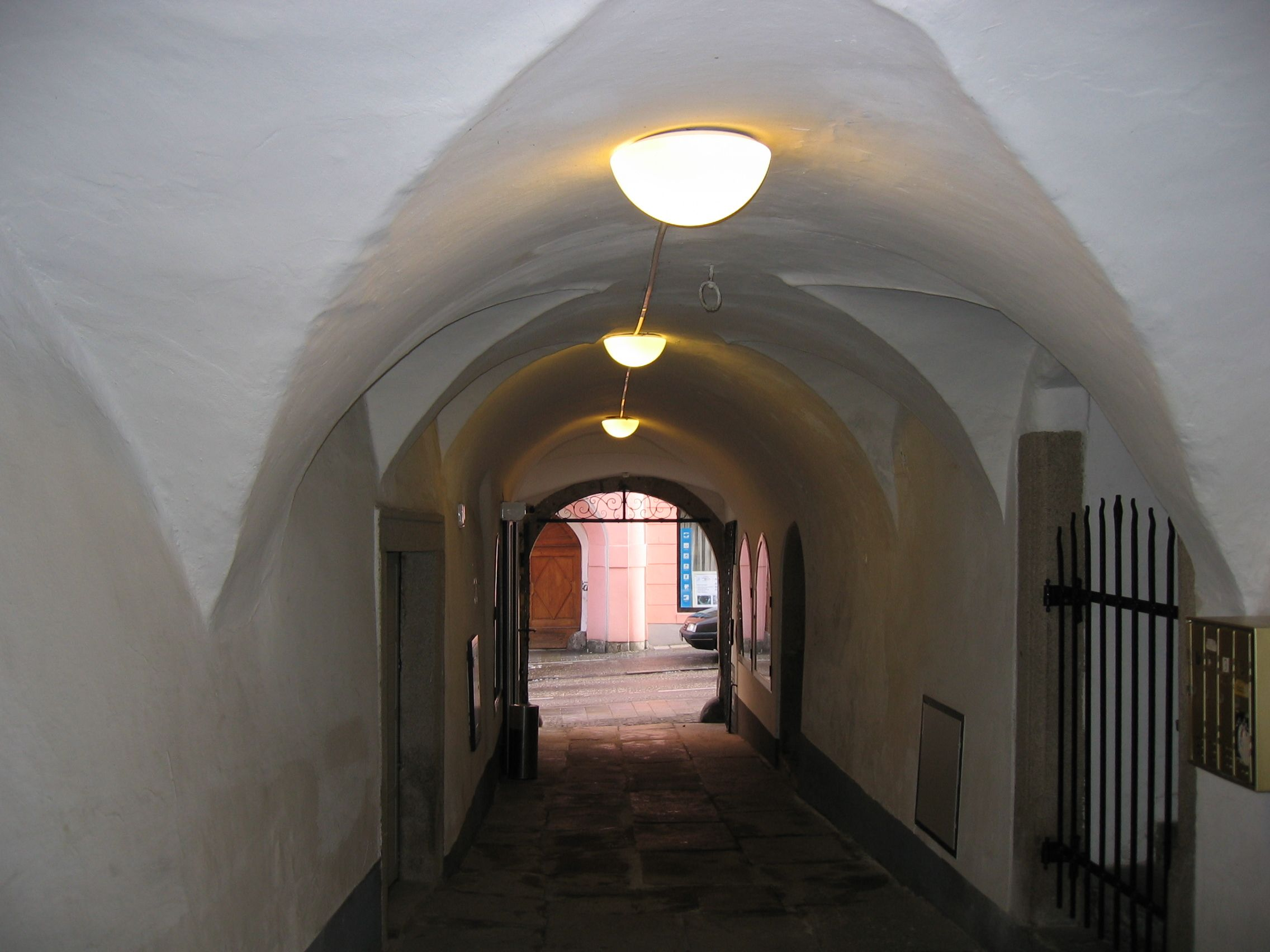
Böhmergasse Nr. 5

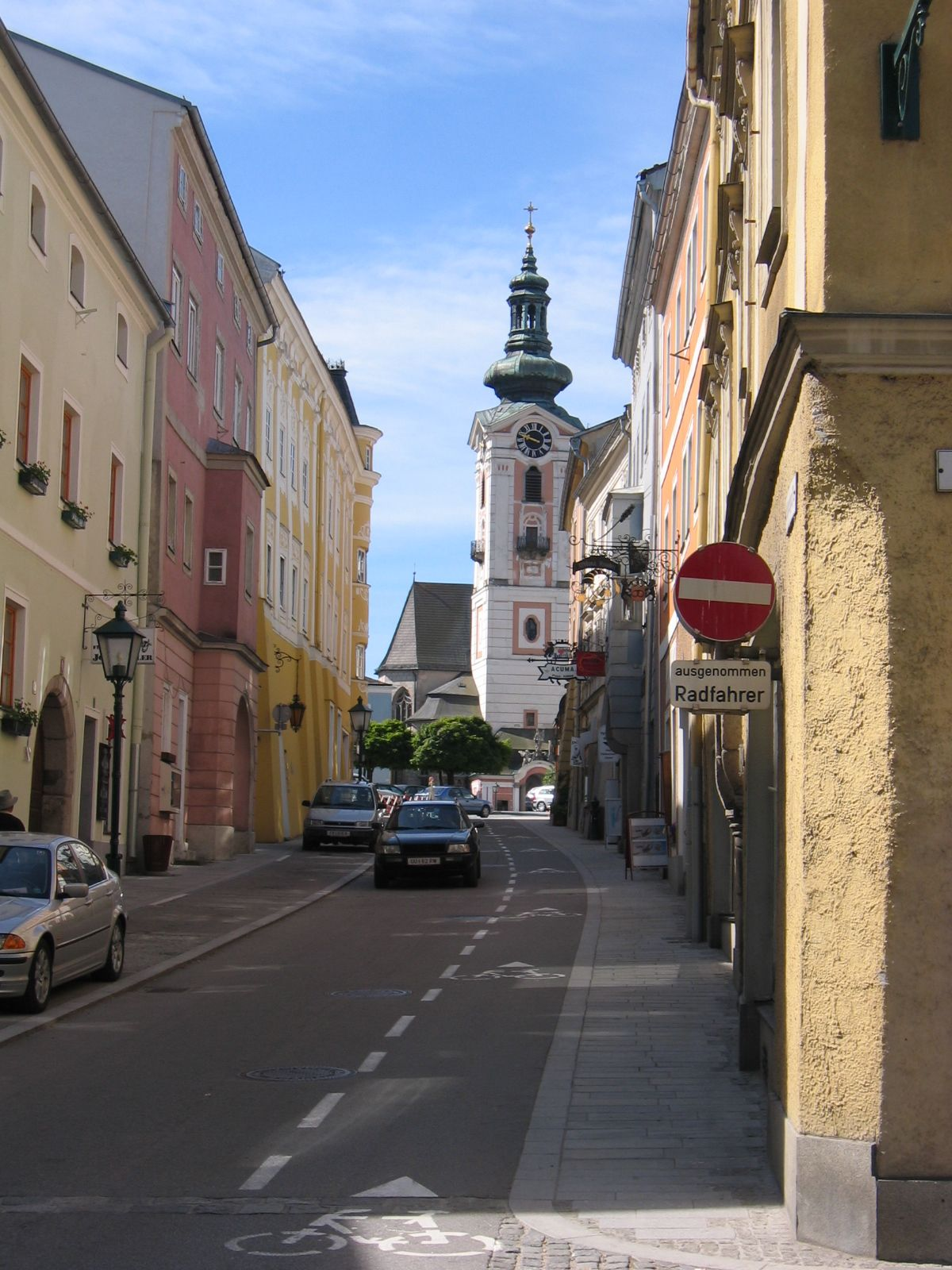
Die Böhmergasse mit Blick auf den Kirchturm

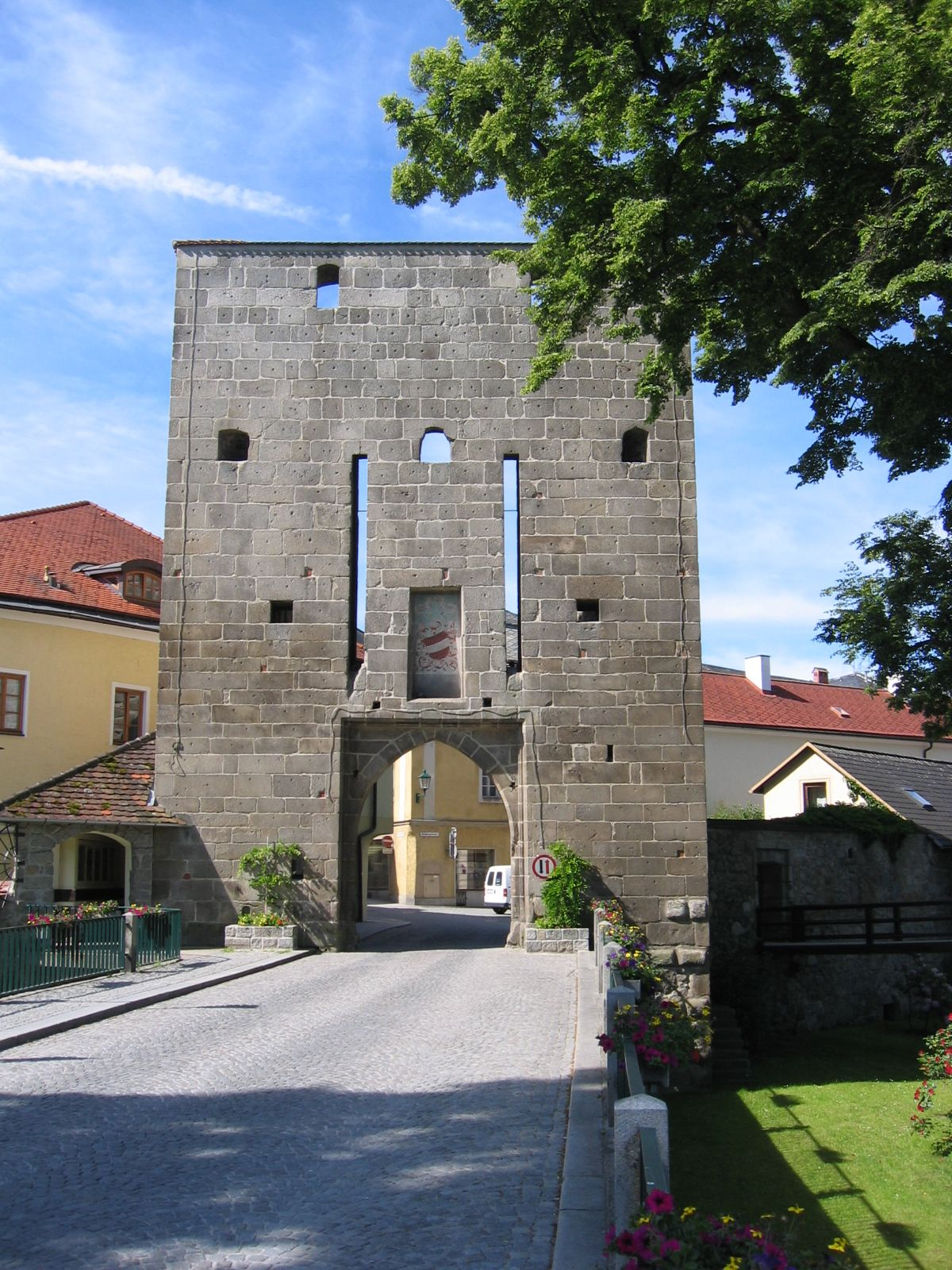
Böhmertor

Die Böhmergasse ist eine rund 150 Meter lange Straße in Freistadt im oberösterreichischen Mühlviertel. Die Gasse wurde bei der Stadtgründung im 13. Jahrhundert angelegt und liegt zum größten Teil innerhalb der Stadtmauern der Altstadt. Die Straße beginnt am Hauptplatz und endet an der Kreuzung mit der Oswalder Landesstraße. Die Böhmergasse wird vom namensgebenden Böhmertor dominiert und war im Mittelalter Grenze von zwei Stadtvierteln.
Im Mittelalter war der Name der Straße Frauengasse, benannt nach der Liebfrauenkirche. Entlang der heutigen Böhmergasse stehen nur zwölf Häuser, die meisten davon sind denkmalgeschützt. Bei den beiden großen Stadtbränden 1507 und 1516 wurden alle Häuser der Stadt vernichtet, so auch in der Böhmergasse. Auf Grund der Stadtbrände sind viele alte Dokumente aus der Erbauungszeit der Häuser verloren gegangen. Um 1880 vernichtete der letzte verheerende Brand einige Häuser entlang der Gasse.

## Denkmalgeschützte Bauten
Sortiert nach heutigen Hausnummern mit Angabe der ehemaligen Adresse im Mittelalter in Klammer. Diese Gebäude wurden bis 2004 in die Denkmalliste Österreichs aufgenommen.
Eckhaus Böhmergasse 1/Hauptplatz 8 (Bürgerhaus, früher Stadt Nr. 104)
Ein dreigeschoßiges Eckhaus das seit 1940 unter Denkmalschutz steht. Das Haus wurde am Ende des 18. Jahrhunderts aufgestockt. Die Obergeschoßgliederung der Fassade erfolgt durch Riesenlisenen und die Fassade trägt den reichen spätbarocken Fensterstuck. Im Inneren findet sich ein tonnengewölbter Seitenflur sowie ein Stichkappentonnengewölbe im Erdgeschoß. Im ersten Stock besitzt die Platzstube eine Riemlingdecke auf Konsolen und Rüstbaum, der mit 1674 bezeichnet ist. Es sind mehrere spätgotische Portalgewände erhalten.
Eckhaus Böhmergasse 2/Hauptplatz 9 (Bürgerhaus, früher Stadt Nr. 5)
Ein weiterer mächtiger, spätgotischer Eckbau, der einen Renaissance-Arkadenhof besitzt. Die dreigeschoßige Front trägt einen runden Eckerker aus der Zeit um 1600. Ein Rundbogenportal trägt die Jahreszahl 1608. Die spätbarocke Obergeschoßfassade trägt die Jahreszahl 1794. Im Inneren wurde im Erdgeschoß die Raumgliederung verändert und zu Geschäftsräumen umgestaltet. Die Flure haben Stichkappentonnengewölbe und barock verputzte Tramdecken. Der Arkadenhof zeigt an zwei Seiten toskanische Säulen und ein Kreuzgratgewölbe. Seit 1940 steht das Gebäude unter Denkmalschutz.
Böhmergasse 4 (Bürgerhaus, früher Stadt Nr. 4)
Ein dreigeschoßiges Gebäude um einen rechteckigen Innenhof mit Arkadengängen ebenfalls seit 1940 unter Denkmalschutz. Das zweite Obergeschoß stammt vermutlich vom Beginn des 17. Jahrhunderts. Die Hauptfassade zeigt einen spätgotischen Flacherker. Im Inneren besitzt der Flur ein Tonnengewölbe. Im ersten Stock findet sich eine Riemlingdecke aus der Zeit um 1520, im zweiten Stock existieren Balken mit Kerbschnittdekor. Der Innenhof weist spätgotische Laubengänge mit Renaissancearkaden auf.
Böhmergasse 5 (Bürgerhaus, früher Stadt Nr. 102)
Ein vierflügeliges Gebäude mit breitem Haupt- und Hinterhaus und einem Arkadenhof. Die Straßenfassade beinhaltet ein rundbogiges Tor aus der ersten Hälfte des 16. Jahrhunderts. Über dem Tor ist ein Renaissanceflacherker, der die Jahreszahl 1577 trägt. Im Inneren ist die Mitteldurchfahrt tonnengewölbt. Die Treppen zeigen Rauten- und Schlingendekor. Im ersten Stock wiederum ein tonnengewölbter Flur und eine Hofstube mit Riemlingdecke auf Rüstbaum. Es sind auch zahlreiche spätgotische Portalgewände erhalten. Der dreiseitige Arkadenhof stammt aus dem ersten Drittel des 16. Jahrhunderts und ist öffentlich zugänglich. Der zweite Stock des Arkadenhofs wurde erst später gebaut, wahrscheinlich um 1577. Seit 1940 steht das Haus unter Denkmalschutz
Böhmergasse 8 (Bürgerhaus, früher Stadt Nr. 2)

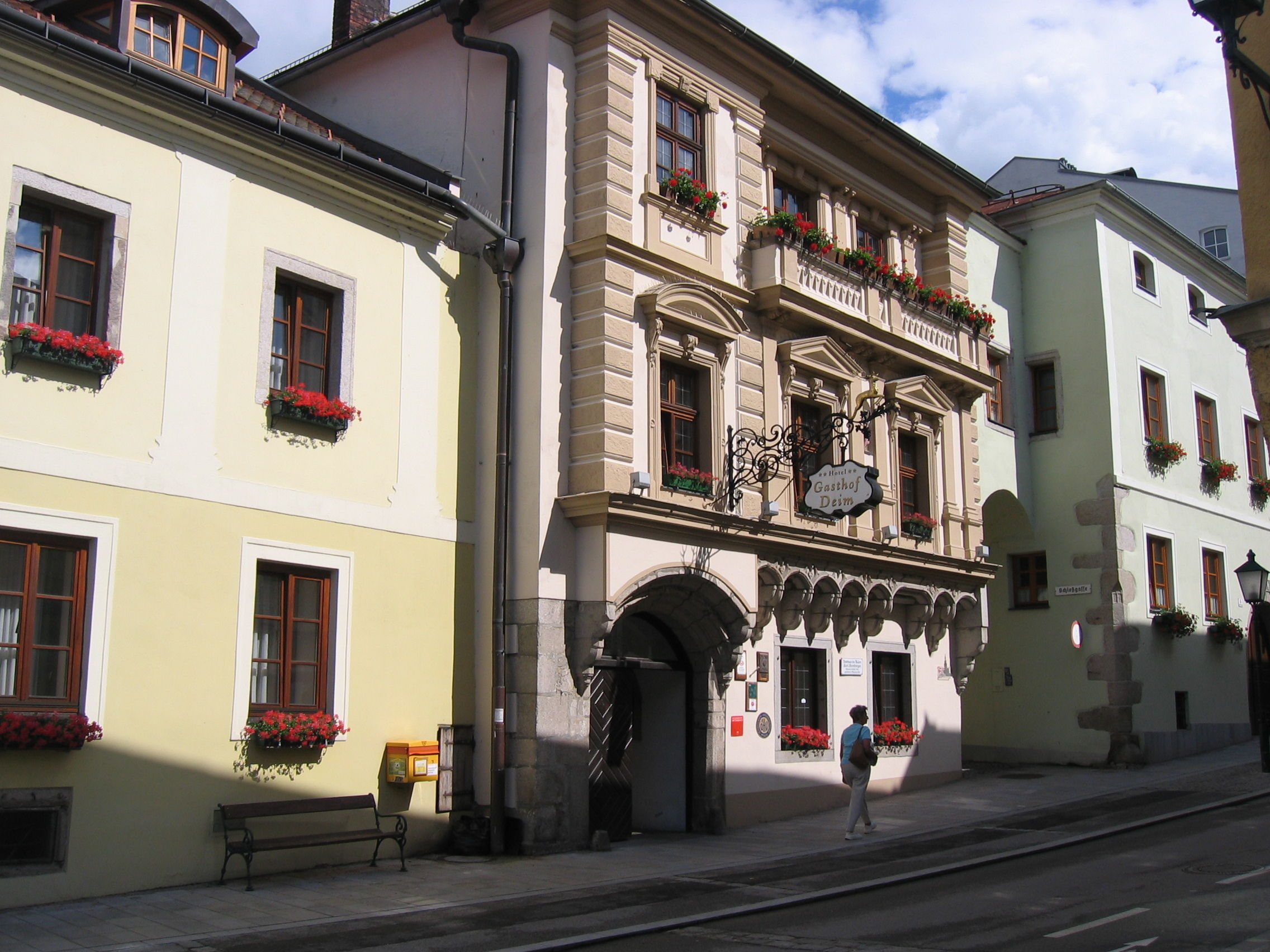
Böhmergasse 10, 8 und 6 (von links)

Ein spätgotischer Gebäudekomplex, der sich entlang der Schlossgasse bis zum äußeren Schlosshof erstreckt und seit 1939 unter Denkmalschutz steht. Das Haupthaus ist dreigeschoßig mit einem spätgotischen Breiterker und reichem Fassadendekor aus der Zeit nach 1880. Im Inneren sind die spätgotische Raumaufteilung und zum Teil die spätgotische Ausstattung noch vorhanden. Im Erdgeschoß findet sich eine spätgotische Decken, im ersten Obergeschoß eine mit Kreuzrippengewölbe. Beide Geschoße haben Riemlingdecken, die Ebenerdige stammt aus 1835 (erst 1978 eingebaut), die im Obergeschoß aus 1749. Der fast quadratische Innenhof besitzt einen spätgotischen Laubengang aus dem ersten Drittel des 16. Jahrhunderts. Im Gebäude ist heute das Hotel Deim untergebracht.
Eckhaus Böhmergasse 9/Heiligengeistgasse 1 (Bürgerhaus, früher Stadt Nr. 100)
Ein langgezogener Gebäudekomplex mit der ehemaligen Heiligen-Geist-Kapelle im Hofflügel. Das spätgotische Haupthaus und der Hofflügel stammen vom Ende des 15. Jahrhunderts, an denen im 17. und 18. Jahrhundert barocke Änderungen durchgeführt wurden. Das zweite Obergeschoß ist ein Neubau aus der Zeit nach 1880. Die Hauptfront beinhaltet ein spätgotisches Segmentbogenportal und einen nach 1880 untermauerten Breiterker. Im Inneren gibt es breite Mittelflure mit spätgotischem Kreuzrippengewölbe im Erdgeschoß und ersten Obergeschoß. Die ehemalige Kapelle wurde 1435 gestiftet und 1785 profaniert. Sie war eine hohe, dreijochige Kapelle mit spätgotischem Kreuzrippengewölbe. Am Ende des 15. Jahrhunderts wurde sie durch ein barockes Stichkappentonnengewölbe in zwei Geschoße unterteilt. Seit 1940 steht das Gebäude unter Denkmalschutz.
Böhmergasse 10 (Bürgerhaus, früher Stadt Nr. 1)
Das Gebäude stammt aus der zweiten Hälfte des 15. Jahrhunderts. Erst seit 1792 gibt es Fenster zum Böhmertor. Es ist ein breites, zweigeschoßiges Gebäude mit spätgotisch abgefasstem Spitzbogenportal. Die Mitteldurchfahrt besitzt eine Stichkappentonne aus dem 16./17. Jahrhundert. Die Platzstube im Obergeschoß ist mit einer Sitznische bei den Fenstern ausgestattet. Spätgotische Portale sind in dem seit 1994 denkmalgeschützten Gebäude noch vorhanden. 1992 erfolgte auf Grund der Erweiterung des Hotels Deim ein wesentlicher Umbau im Inneren. Das Gebäude hängt mit dem Nebengebäude (Nr. 8) zusammen.
Böhmertor (Torturm)
Ein spätgotischer Torturm der seit Gründung der Stadt besteht. Die heutige Form erhielt er 1485 durch Mathes Klayndl. Ein gotisches Spitzbogentor aus Quadermauerwerk.

## Denkmalwürdige Bauten
Diese Gebäude standen bis 2004 noch nicht unter Denkmalschutz, erfüllen jedoch die Bedingungen (Alter, Erhaltungswert) zur unter Schutz Stellung.
Böhmergasse 3 (Wohnhaus, früher Stadt Nr. 103)
Ein dreigeschoßiger Bau mit späthistoristischer Fassade auf einer schmalen Parzelle, das kleinste Haus der Gasse. Der Kernbau stammt aus der Zeit um 1673 und die Fassade wurde Ende des 19. Jahrhunderts erneuert. Im Inneren besitzt der Seitenflur ein Tonnengewölbe.
Böhmergasse 6 (Bürgerhaus, früher Stadt Nr. 3)
Ein zweigeschoßiger Gebäudekomplex, am Ende des 15. Jahrhunderts errichtet. Ein Eckhaus zur Schlossgasse, das im frühen 17. Jahrhundert umgestaltet wurde. Um 1607 wurde ein schmaler Überbau der Schlossgasse gestaltet. Die Hauptfront besitzt ein abgefasstes Rundbogentor mit spätgotischen Portalgewänden. Im Inneren befindet sich eine Renaissance-Halle aus der Mitte des 16. Jahrhunderts.
Böhmergasse 7 (Bürgerhaus, früher Stadt Nr. 101)
Ein spätgotisches Gebäude aus der zweiten Hälfte des 16. Jahrhunderts. 1890 folgte eine Aufstockung. Das dreigeschoßige Haupthaus besitzt eine tonnengewölbte Mitteldurchfahrt. Im Erdgeschoß findet sich ein Stichkappentonnengewölbe aus der ersten Hälfte des 16. Jahrhunderts. Die zwei- bis dreigeschoßigen Hoftrakte wurde im 18./19. Jahrhundert umgestaltet und zeigen auf einen fast quadratischen Innenhof.
Eckhaus Böhmergasse 11/Heiligengeistgasse 2 (Wohnhaus, früher Stadt Nr. 99)
Ein zweigeschoßiges Gebäude, das zum Ende des 19. Jahrhunderts in ein Wohn- und Geschäftshaus umgebaut wurde. Aus dieser Zeit stammt auch die Fassade.

## Weitere Bauten
Böhmergasse 13 (Fleischbank, keine Hausnummer im Mittelalter)
Ein kleines Gebäude neben dem Böhmertor. Darin befanden sich im Mittelalter die Schlachtbänke für das Fleisch. Heute dient es als Geschäftshaus.